# اسکار پیاستری
اسکار پیاستری (به انگلیسی: Oscar Piastri؛ زادهٔ ۶ آوریل ۲۰۰۱) یک رانندهٔ اتومبیل‌رانی اهل استرالیا است که برای تیم فرمول یک مک‌لارن در مسابقات قهرمانی جهان فرمول یک رانندگی می‌کند.
عضو آکادمی آلپاین در سال‌های ۲۰۲۰ تا ۲۰۲۱، پیاستری در فصل ۲۰۲۳ با مک‌لارن قرارداد بست تا هم‌تیمی لاندو نوریس شود، پس از یک مناقشه قراردادی با آلپاین. او نخستین حضور خود در فرمول یک را در جایزه بزرگ بحرین ۲۰۲۳ تجربه کرد و نخستین سکو دوران حرفه‌ای خود را در فصل تازه‌کارانه‌اش در جایزه بزرگ ژاپن ۲۰۲۳ به‌دست‌آورد. با حفظ صندلی خود برای فصل ۲۰۲۴، پیاستری نخستین پیروزی خود را در مجارستان کسب کرد و به پنجمین راننده استرالیایی تبدیل شد که موفق به پیروزی در یک جایزه بزرگ فرمول یک شده است، او این موفقیت را در آذربایجان تکرار کرد. در فصا ۲۰۲۵، او نخستین پول پوزیشن خود را در جایزه بزرگ چین ۲۰۲۵ به‌دست‌آورد.
تا جایزه بزرگ بحرین ۲۰۲۵، پیاستری موفق به کسب چهار پیروزی در مسابقه، دو پل پوزیشن، چهار دور سریع و ۱۳ سکو در فرمول یک شده است. پیاستری طبق قرارداد تا دست‌کم پایان فصل ۲۰۲۸ در تیم مک‌لارن باقی خواهد ماند.

## زندگی‌نامه و اوایل زندگی
اسکار جک پیاستری در ۶ آوریل ۲۰۰۱ در ملبورن، ویکتوریا، استرالیا از پدر و مادری به نام‌های کریس و نیکول (با نام خانوادگی پیشین مک‌فادین) پیاستری به دنیا آمد. او در محلهٔ درون‌شهری برایتون رشد کرد و دارای سه خواهر کوچک‌تر به نام‌های هتی، ایدی و مِی است. پیاستری از سمت پدر دارای ریشه‌های ایتالیایی، یوگسلاوی و چینی و از سمت مادر دارای ریشه‌های اسکاتلندی و ایرلندی است. او تحصیلات خود را در کالج هیلی‌بری ملبورن و سپس در هیلی‌بری و کالج خدمات امپریال در انگلستان به‌عنوان دانش‌آموز شبانه‌روزی با بورسیه ورزشی گذراند.
کریس پیاستری در سال‌های ابتدایی مسابقه‌ای اسکار، مکانیک شخصی او بود و بنیان‌گذار و مالک شرکت HP Tuners، یک شرکت نرم‌افزاری تشخیص خودرو نیز است. او هوادار پرشور تیم فوتبال ریچموند تایگرز است. پیاستری علاوه بر حمایت از تیم ملی کریکت استرالیا، هوادار تیم دِلی کپیتالز در لیگ IPL هند نیز است؛ علاقه‌ای که پس از یک پست در پروفایل X (توییتر سابق) او دربارهٔ انتخاب تیم مورد علاقه شکل گرفت.
تا ژوئیه ۲۰۲۴، پیاستری با لیلی زنایمر، فارغ‌التحصیل مهندسی که در دوران تحصیل با او آشنا شده بود، وارد رابطه شده است. این دو از سال پیش از فارغ‌التحصیلی پیاستری در سال ۲۰۱۹ با یکدیگر وارد رابطه شده بودند.

## دوران حرفه‌ای پیش از فرمول یک

### کارتینگ
پیاستری پیش از آغاز دوران کارتینگ خود در سال ۲۰۱۱، در سطح ملی به رقابت با ماشین‌های کنترلی می‌پرداخت. او در سال ۲۰۱۴ به صورت حرفه‌ای وارد مسابقات شد و در رقابت‌ها و قهرمانی‌های مختلف استرالیا شرکت کرد. پیاستری سال بعد با تیم ریکی فلین موتوراسپرت در مسابقات اروپایی و دیگر رقابت‌های کارتینگ تحت نظارت CIK-FIA حضور یافت. او در سال ۲۰۱۶ برای ادامه مسیر حرفه‌ای خود به بریتانیا نقل مکان کرد و در همان سال در رقابت‌های قهرمانی جهان در بحرین، به مقام ششم دست یافت.

### فرمول ۴

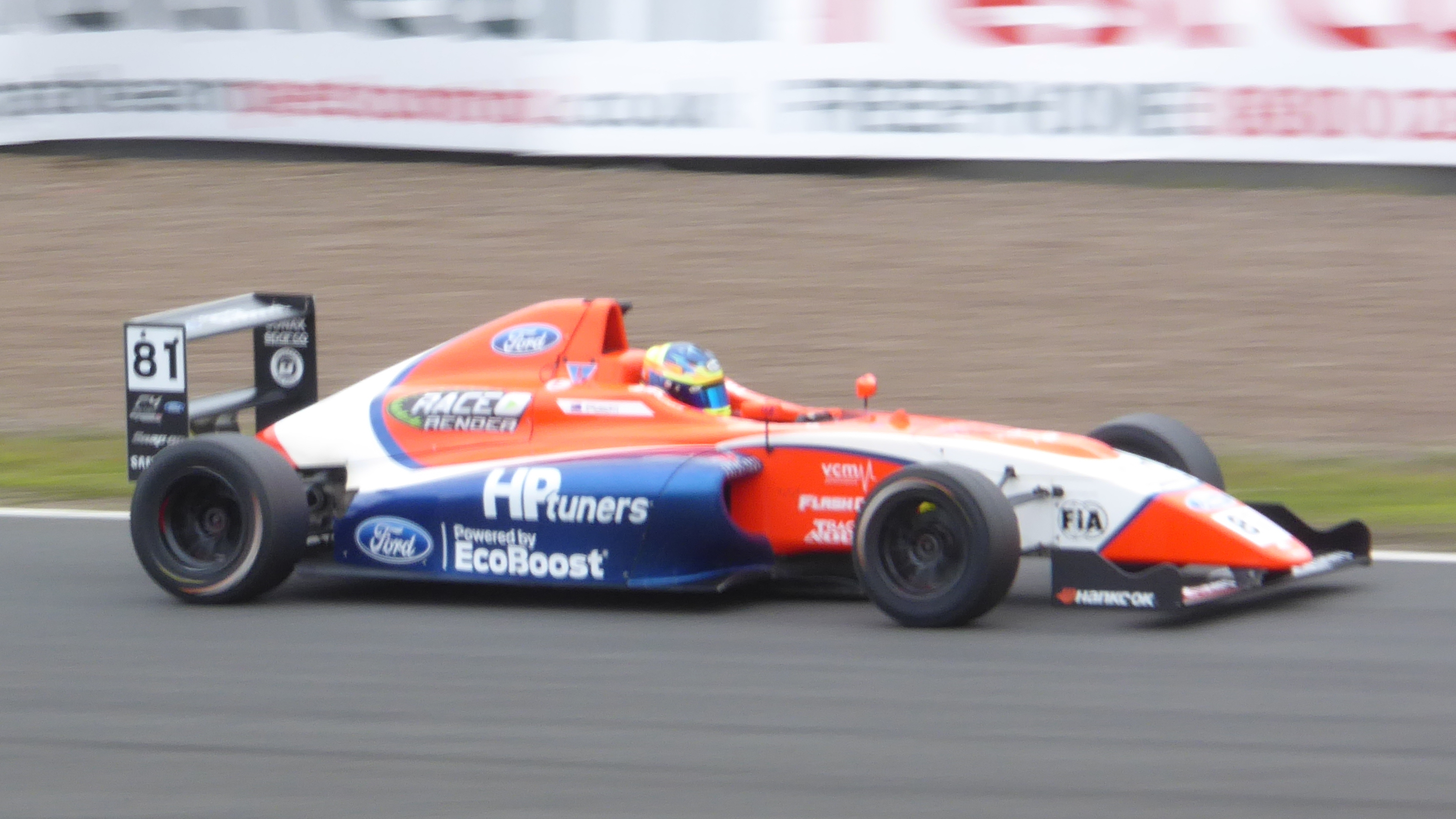
پیاستری در مسابقات فرمول ۴ بریتانیا در سال ۲۰۱۷

در اوایل سال ۲۰۱۶، پیاستری نخستین حامی مالی عمده خود را جذب کرد: شرکت HP Tuners (که توسط پدرش بنیان‌گذاری و اداره می‌شد) این حمایت نقشی کلیدی در تأمین هزینه‌های دوران حرفه‌ای او ایفا کرد. لوگوی این شرکت در فصل‌های سری GP3، فرمول ۳ و فرمول ۲ بر روی لباس مسابقه‌ای و خودروی او دیده می‌شد.
در ادامه همان سال، پیاستری نخستین تجربهٔ خود را در رقابت‌های تک‌نفره با شرکت در چند دور منتخب از رقابت‌های فرمول ۴ امارات متحده عربی با تیم دراگون F4 به‌دست‌آورد. او با کسب دو سکو، فصل را در رتبه ششم جدول قهرمانی به پایان رساند.
در سپتامبر ۲۰۲۲، کریستین هورنر، مدیر تیم مسابقه رد بول، فاش کرد که در دوران حضور پیاستری در مسابقات فرمول ۴ فرصت جذب او به تیم جوانان ردبول را از دست داده است.
در سال ۲۰۱۷، پیاستری به عنوان یکی از رانندگان تیم TRS Arden Junior برای شرکت در رقابت‌های فرمول ۴ بریتانیا معرفی شد. او در این فصل شش پیروزی و شش پول پوزیشن کسب کرد و در نهایت پس از جیمی کارولاین نائب نایب‌قهرمان این مسابقات شد.

### فرمول رنو یوروکاپ
در سال ۲۰۱۸، پیاستری برای نخستین بار در این رقابت‌ها شرکت کرد و بار دیگر با تیم آردن همراه شد. او با کسب سه سکو، که بهترین نتیجه‌اش مقام دومی در مسابقه دوم هوکنهایم بود، فصل را در رده نهم جدول قهرمانی به پایان رساند.
در دسامبر ۲۰۱۸ اعلام شد که پیاستری برای رقابت‌های فصل ۲۰۱۹ به تیم قهرمان فصل گذشته، R-ace GP، خواهد پیوست. او نخستین پیروزی خود در این سری را در سیلورستون به‌دست و روز بعد، در همان پیست، دومین پیروزی خود را تکرار کرد.
پیاستری در ماه ژوئیه و با پیروزی در اسپا-فرانکورشان، نخستین راننده‌ای شد که در فصل ۲۰۱۹ به سه پیروزی دست یافته است. او با کسب یک پیروزی و یک مقام چهارم در دور پایانی در پیست یاس مارینا، عنوان قهرمانی فصل را به‌دست‌آورد.

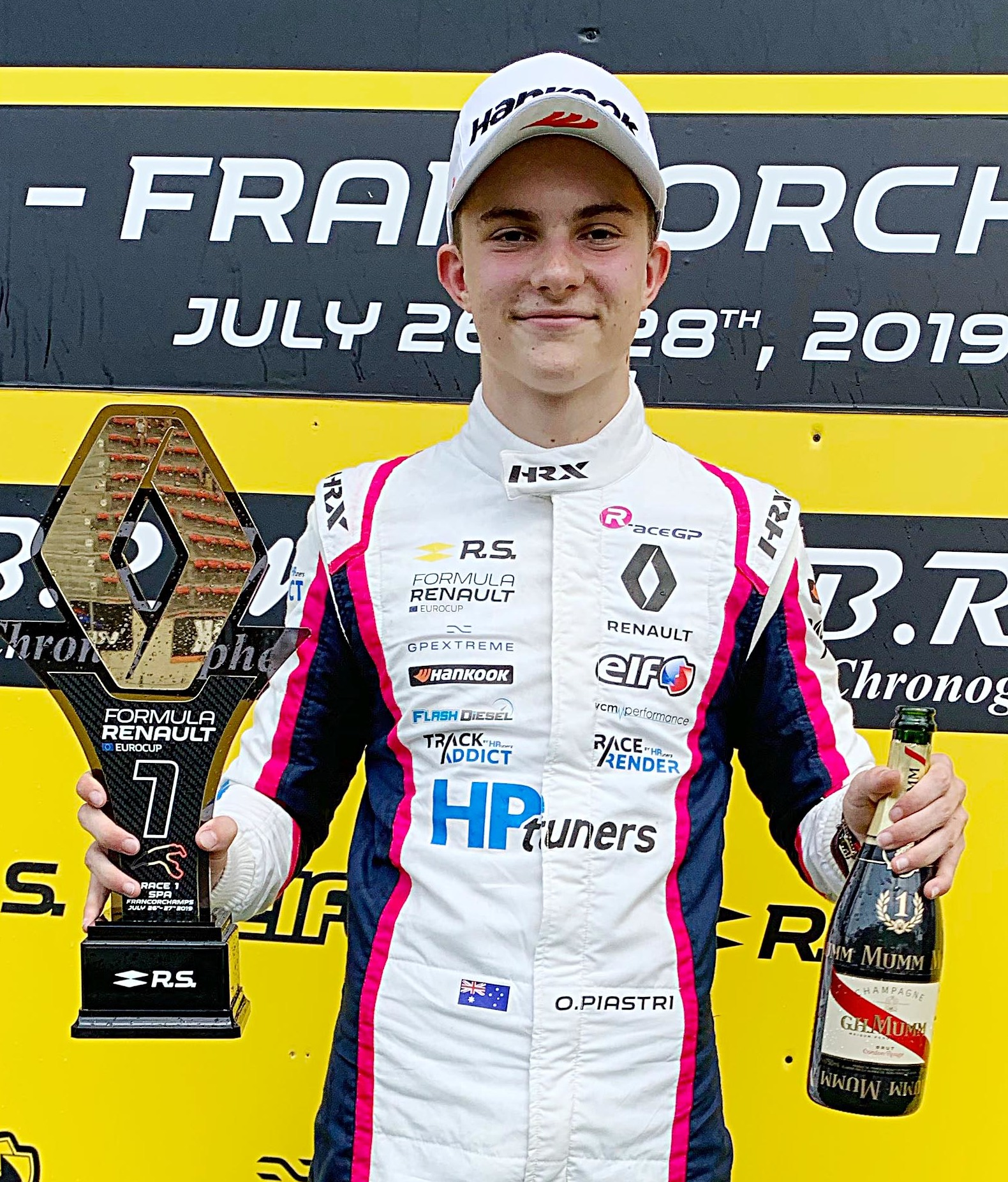
پیاستری پس از پیروزی‌اش در اسپا-فرانکورشان، در چارچوب فرمول رنو یوروکاپ ۲۰۱۹

### قهرمانی فرمول ۳
در دسامبر ۲۰۱۸، پیاستری در تست پس‌ازفصل سری مسابقات جی‌پی۳ در پیست یاس مارینا با تیم تریدنت حضور پیدا کرد.
در اکتبر ۲۰۱۹، او در تست پس‌ازفصل تیم پریما ریسینگ، قهرمان وقت رقابت‌های فرمول ۳، حضور یافت. در ژانویه ۲۰۲۰، این تیم ایتالیایی اعلام کرد که پیاستری را برای شرکت در فصل آینده به خدمت گرفته است؛ او در این فصل در کنار لوگان سارجنت و فدریک وستی (قهرمان رقابت‌های فرمول منطقه‌ای اروپا ۲۰۱۹) رانندگی کرد.